# Причтовский
Причтовский — хутор в Майкопском муниципальном районе Республики Адыгея. Входит в состав Победенского сельского поселения.

## Население
| 2002 | 2010 | 2013 | 2014 | 2015 | 2016 | 2017 |
| ---- | ---- | ---- | ---- | ---- | ---- | ---- |
| 368  | ↗384 | ↗388 | ↗393 | ↘390 | ↘386 | ↘382 |
| 2018 | 2019 | 2020 | 2021 | 2023 | 2024 |      |
| ↗415 | ↘410 | ↗419 | ↘367 | ↗371 | ↘366 |      |

По данным Всероссийской переписи населения 2021 года:
| Народ               | Численность, чел. | Доля от всего населения, % |
| ------------------- | ----------------- | -------------------------- |
| русские             | 228               | 62,12 %                    |
| армяне              | 73                | 19,89 %                    |
| другие / не указано | 66                | 17,99 %                    |
| всего               | 367               | 100,0 %                    |

## История
Хутор возник в начале XX века. Недалеко располагался уже давно уничтоженный черкесский аул Довжи Хаджимукова

## Улицы
- 50-летия Победы,
- Благодатная,
- Казачий переулок,
- Кубанская,
- Ленина,
- Надежды,
- Родниковая,
- Солнечная,
- Чапаева,
- Черноморская,
- Школьная.